# شارع باب منارة
شارع باب منارة هو أحد شوارع مدينة تونس ويربط بين ساحة القصبة من جهة وشارع باب جديد من جهة أخرى.

## موقعه
شارع باب منارة هو أحد ستة شوارع تشكل مع بعضها دائرة بيضوية الشكل تحيط بالمدينة العتيقة، وهذه الشوارع هي بالإضافة إلى شوارع باب منارة وباب جديد وباب البنات: شارع باب سويقة وشارع المنجي سليم ونهج الجزيرة، وينفصل كل شارع منها عن الآخر بأحد أبواب المدينة أو بساحة من ساحاتها. وتوجد بهذا الشارع مؤسسات أهمها وزارة الدفاع، ومركز البريد باب منارة، ودار البناني وفي عدد 34 منه يوجد مقر نادي البصر للمغرب العربي.

## تاريخ
كانت الشوارع الخمسة التي تشكل دائرة بيضوية حول المدينة العتيقة، مجالا للتظاهر. من ذلك مظاهرات يوم 9 أفريل 1938، إذ اندفع الجيش الفرنسي آنذاك في شارعي باب المنارة وباب البنات ومنهما إلى باب السويقة ، وفي عام 1953، قتلت المقاومة التونسية في هذا الشارع أحد كبار الضباط الفرنسيين . وفي هذا الشارع كانت تقع عيادات عدد من الأطباء الوطنيين من أهمهم محمود الماطري أول رئيس للالحزب الحر الدستوري الجديد وسليمان بن سليمان القيادي في نفس الحزب، وتوحيدة بن الشيخ أول طبيبة تونسية (عدد 42 شارع باب منارة).
==

## إشارات مرجعية
1. ↑  http://www.iph.rnu.tn/handicap/ar/association_mak.php نسخة محفوظة 10 أكتوبر 2008 على موقع واي باك مشين. مقر الاتحاد الوطني للمكوفوفين
2. ↑  http://www.rcd.tn/independance/01_historique/01_liberation_06.htm معركة تحرير الوطن نسخة محفوظة 2017-11-07 على موقع واي باك مشين.

## معرض صور

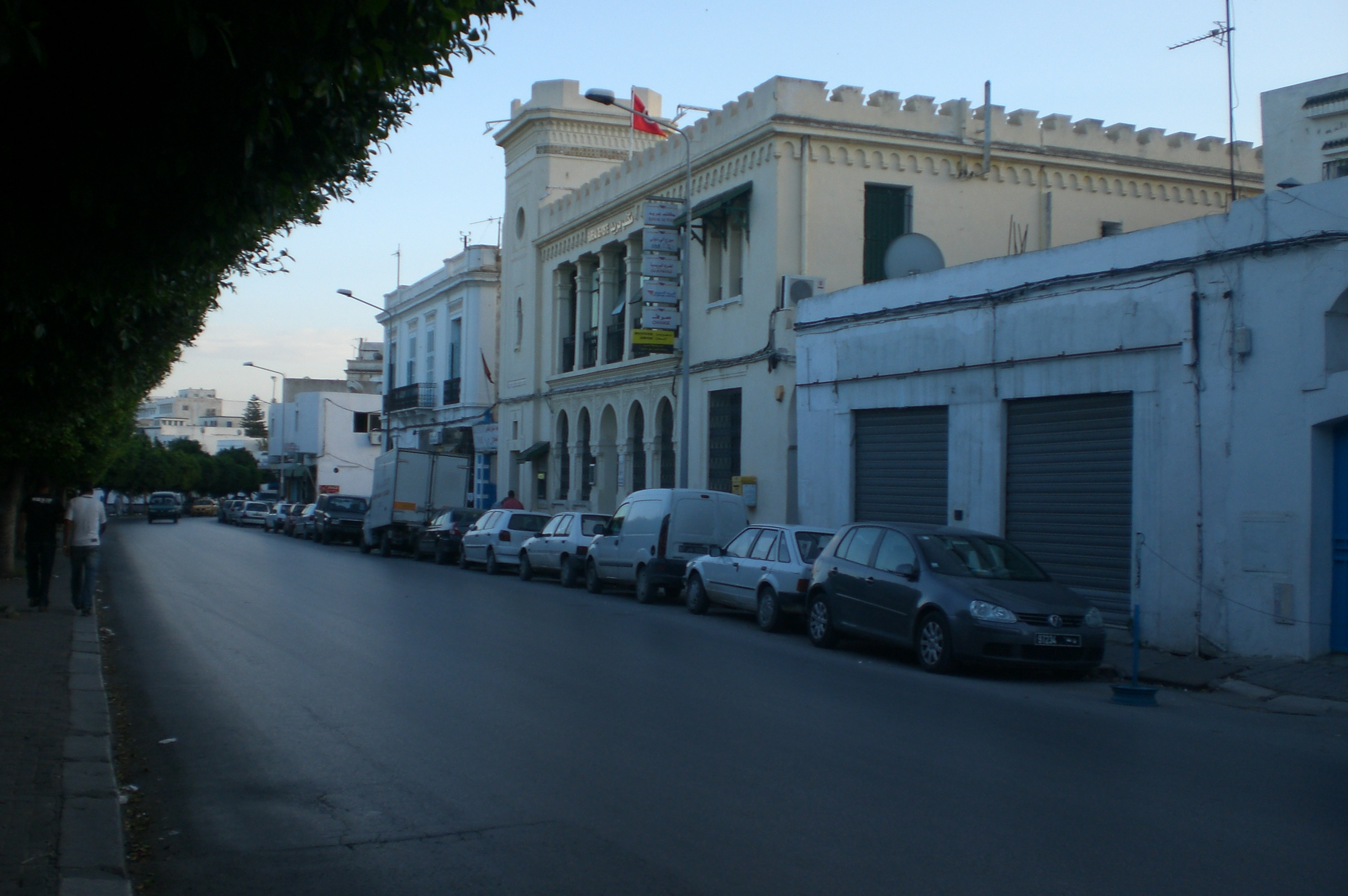
شارع باب منارة
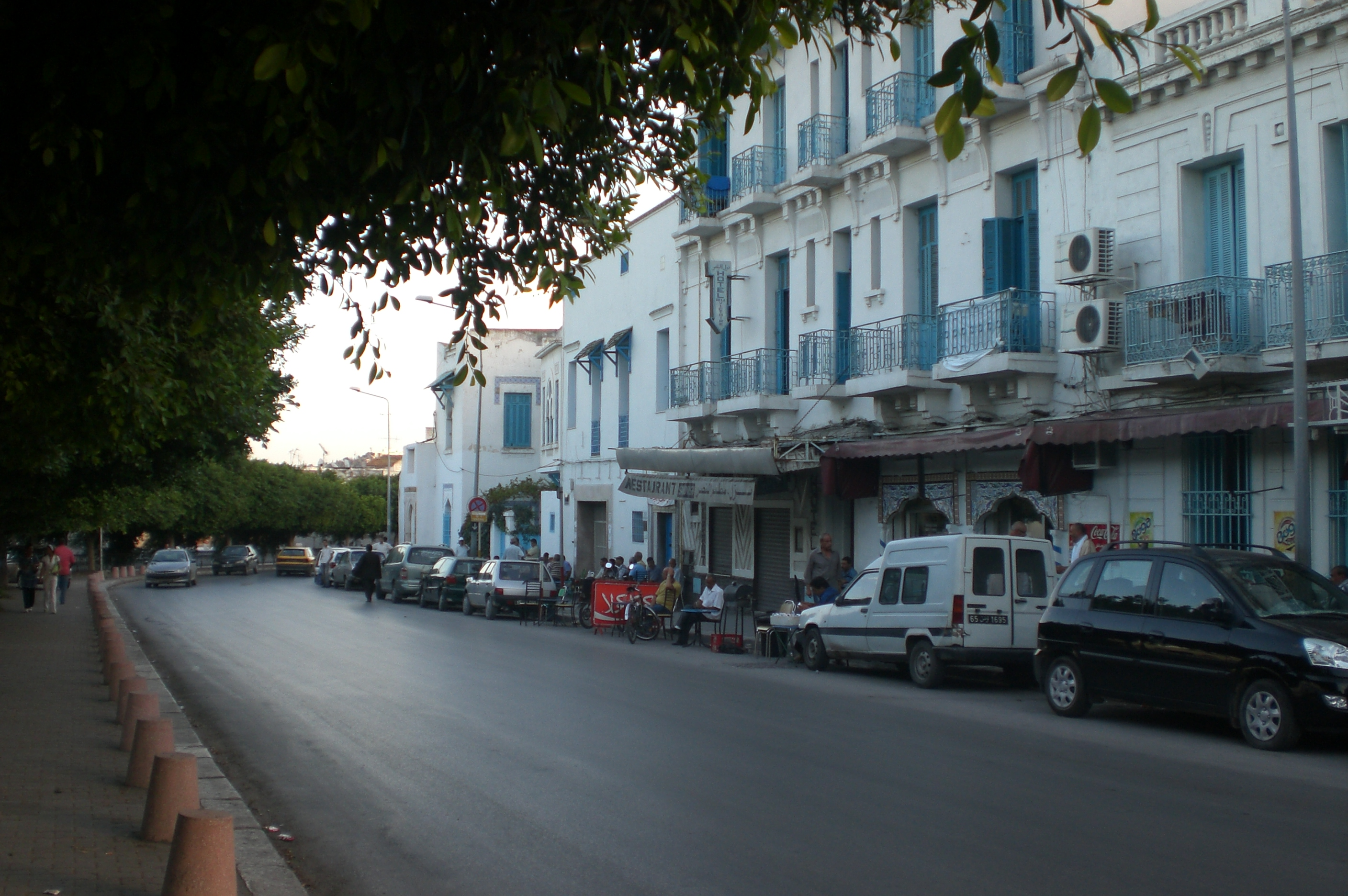
قسم آخر من شارع باب منارة
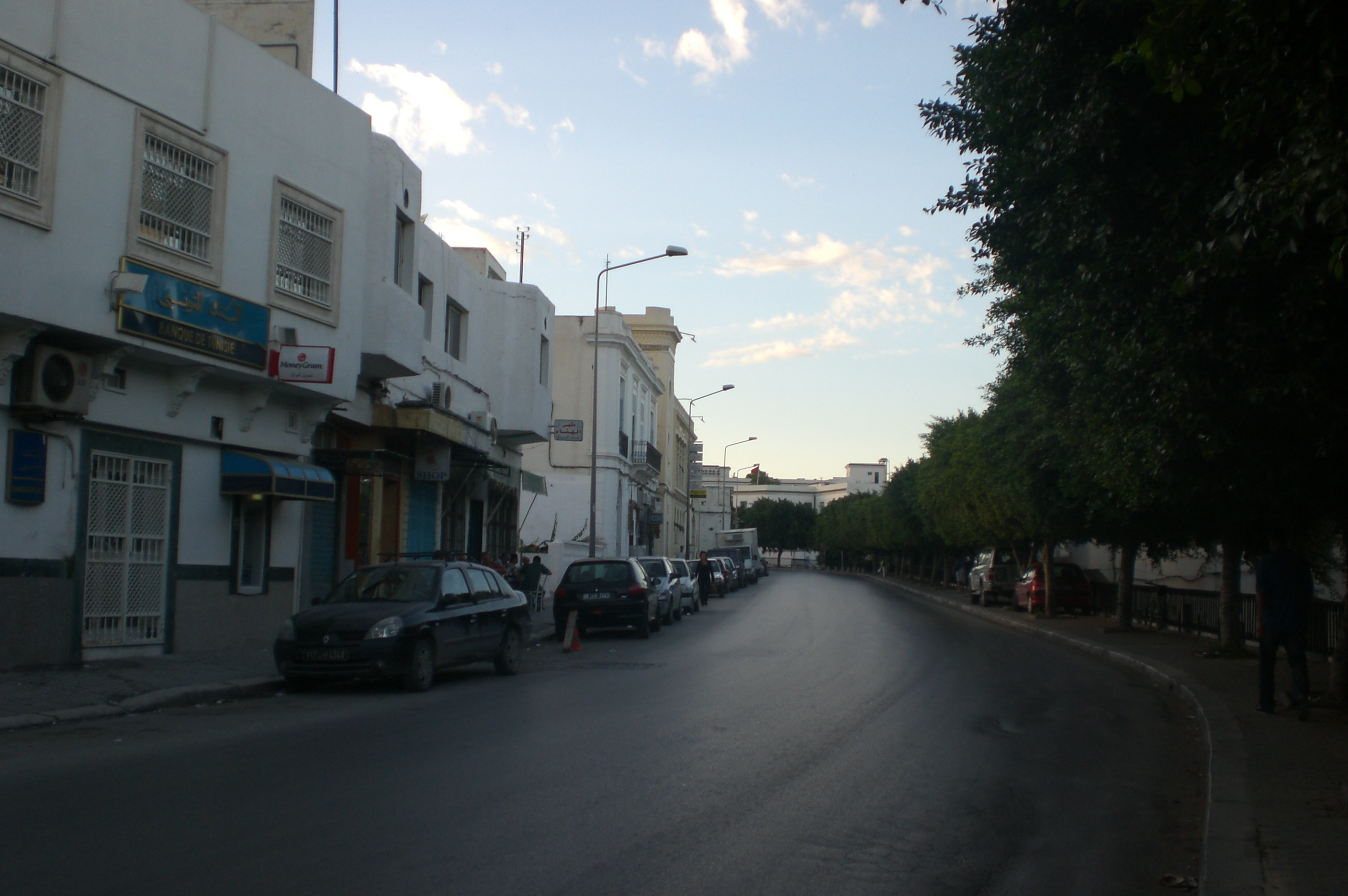
منظر من الجنوب إلى الشمال لشارع باب منارة